# Tigbao
Tigbao é um município de  quinta classe de renda municipal (d) na província Zamboanga do Sul, nas Filipinas. De acordo com o censo de 1 de maio  de  2020 possui uma população de 21 675 pessoas e 4 769 domicílios.